# Das Festmahl der Ester
Das Festmahl der Ester ist ein Ölgemälde des niederländischen Malers Jan Lievens. Das Werk mit lebensgroßen Halbfiguren ist als Querformat auf Leinwand ausgeführt und wurde in der Vergangenheit Pieter Lastman, Rembrandt van Rijn und Arent de Gelder zugeschrieben.

## Beschreibung

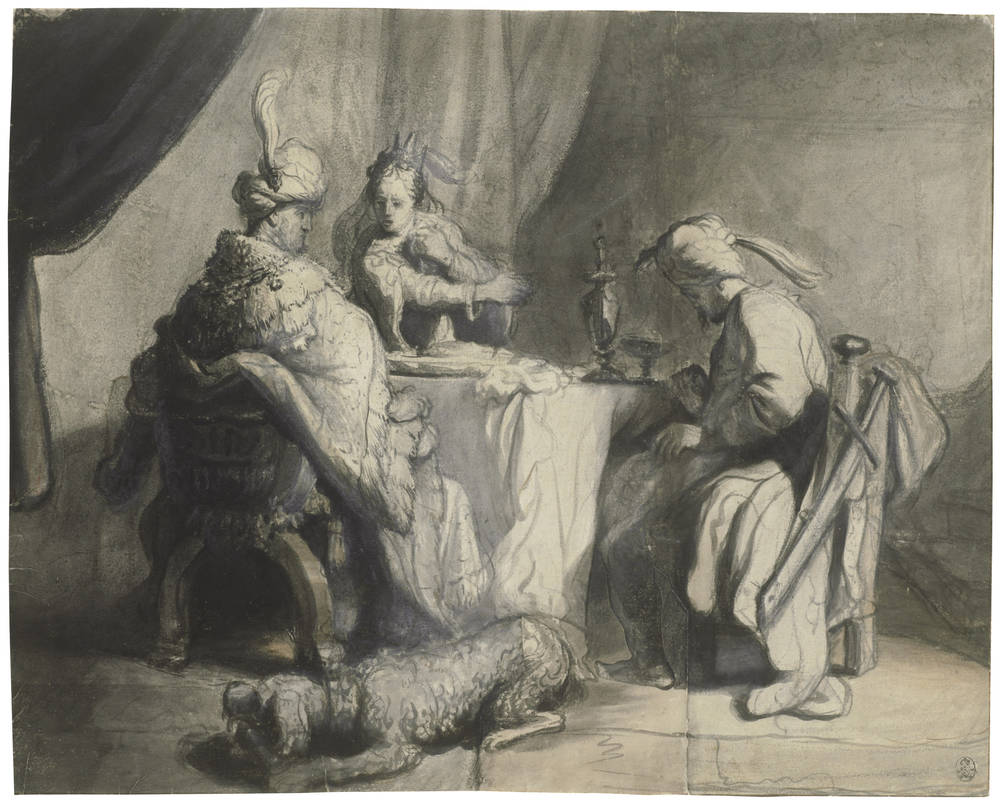
Esther verklagt Haman vor König Ahasver, Jan Lievens, ca. 1625, Zeichnung, Kupferstichkabinett Dresden

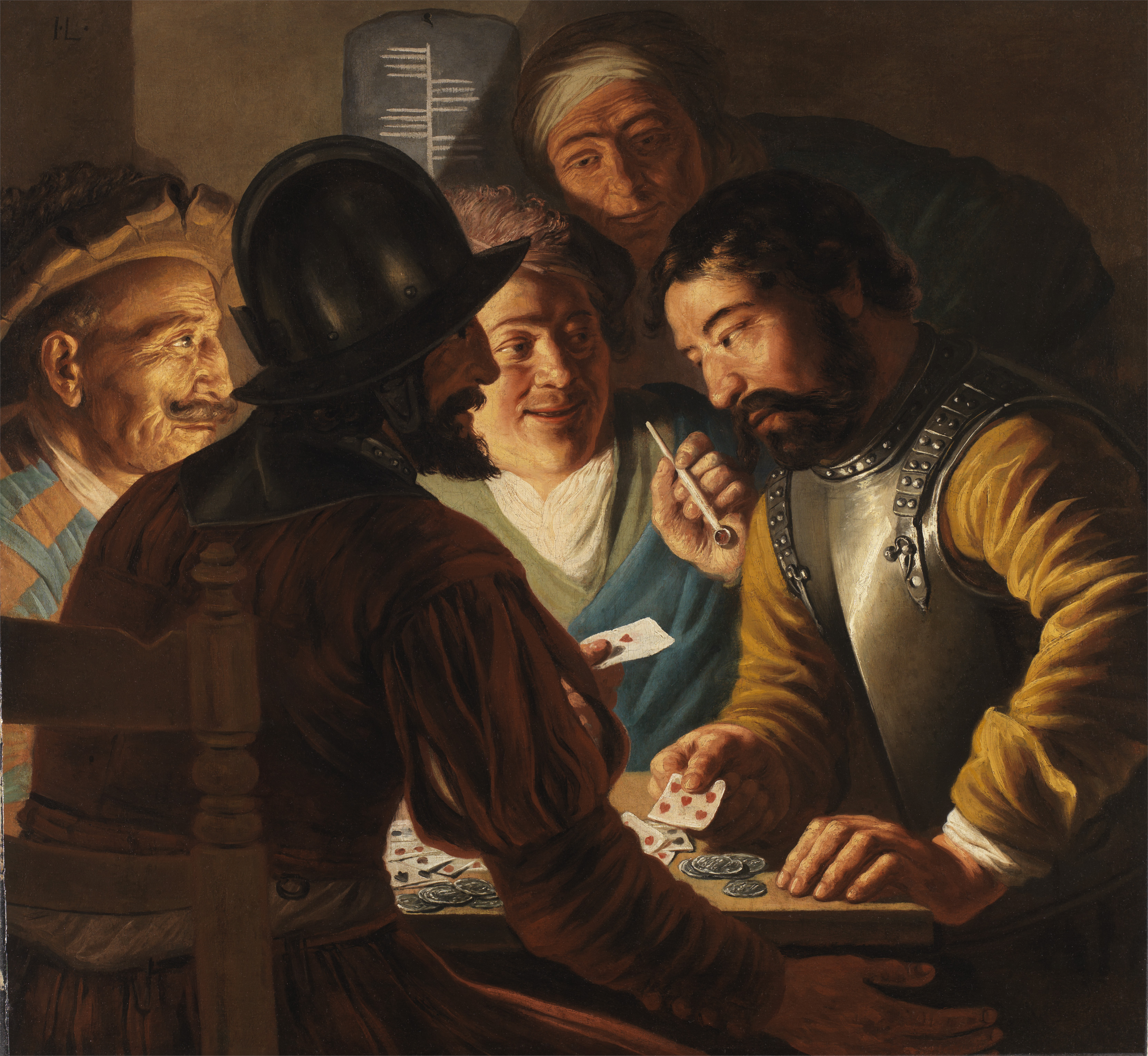
Kartenspieler, Jan Lievens, ca. 1625, Öl auf Leinwand, 97,5 × 105,4 cm, The Leiden Collection, New York City

Das Gemälde zeigt eine Schlüsselszene des Buches Ester des jüdischen Tanach und des christlichen Alten Testaments: Ester hat soeben dem König Ahasveros von Hamans Verrat berichtet, der sie und ihr ganzes Volk ermorden lassen wollte. Im nächsten Augenblick wird der König voller Zorn aufstehen und die Tafel verlassen. Im Hintergrund steht ein Diener. Möglicherweise ist es Harbona, der nach der Rückkehr des Königs auf den für Mordechai errichteten Galgen vor dem Haus hinweisen wird (Ester 7 ).
Im Zentrum des Gemäldes sitzt die persische Königin Ester an ihrer Festtafel, auf der Silbergeschirr, Brot und eine Pastete zu erkennen sind. Sie trägt ein blau-weißes Kleid und goldenen Schmuck, darunter ein Diadem, ein Armband und mehrere goldene Halsketten, von denen eine einen Anhänger mit einem großen Smaragd trägt. Ester wird von Licht angestrahlt, das von oben links einfällt, und ist dadurch als Hauptperson erkennbar. Sie hat sich ihrem Gemahl zugewandt, dem König Ahasverus, und deutet mit ihrer linken Hand auf den Verräter Haman. Der König sitzt rechts an der Tafel in einem Sessel. Er trägt über einem rot-weißen Gewand und einer bunt gestreiften breiten Leibbinde einen prunkvollen Umhang, der außen mit Goldbrokat besetzt und innen mit Hermelinfell gefüttert ist und mit einer Schließe aus Gold mit einem großen Rubin zusammengehalten wird. Der König trägt einen weißen Turban, der mit einem goldenen Diadem, Federn und einem zweiten goldgefassten Rubin geschmückt ist. Auch Ahasverus wird von dem Licht erfasst, er fixiert Haman, hat die Arme leicht ausgebreitet und im Zorn die Fäuste geballt. Links im Bild befindet sich Haman, der ebenfalls in einem Sessel sitzt, und nur von hinten gezeigt wird. er trägt ein rotes Gewand mit schwarzen Streifen und ein mit roten Federn besetztes schwarzes Barett mit eingekerbtem Rand. Er blickt auf seinen König und weicht zurück, dabei hat er den rechten Arm abwehrend erhoben. Rechts im Hintergrund, zwischen Ester und Ahasverus, befindet sich eine vierte Person. Es ist ein Diener oder Hofbeamter, der ebenfalls ein schwarzes, am Rand eingekerbtes Barett mit roten Federn, ein hellblaues Gewand, ein weißes Halstuch und einen weinroten Umhang trägt. Auch er blickt auf den beschuldigten Haman. Die linke Hälfte des Hintergrunds wird von einem hellen Vorhang eingenommen, von dem sich die Silhouette Hamans in starkem Kontrast abhebt. Nach rechts wandelt sich die Farbe des Vorhangs von fast weiß zu lila, um den dort stehenden und vom Licht angestrahlten Figuren einen dunklen Hintergrund zu bieten.
Das Gemälde hat das Format 130,8 × 163,8 cm und ist in Öl auf Leinwand gemalt und wurde doubliert. Am linken Rand befinden sich einige Nagellöcher. Die Leinwand besteht aus zwei Teilen, die verbindende horizontale Naht befindet sich etwa 65 cm von der Unterkante. Die Leinwand weist horizontal 13 bis 15 Fäden und vertikal 14 bis 15 Fäden pro Zentimeter auf. Das deutet auf eine Entstehung im zweiten oder dritten Viertel des 17. Jahrhunderts hin. An verschiedenen Stellen, insbesondere am Turban Ahasverus’, scheint die graue Grundierung leicht durch. Untersuchte Materialproben zeigten, dass die Grundierung einen hohen Ölanteil aufweist und eine Mischung von dunkelbraunen Pigmenten, Bleiweiß, etwas Ocker und einem sehr feinen schwarzen Pigment darstellt. Das Bild befindet sich in einem insgesamt guten Erhaltungszustand. An mehreren Stellen wurden Farbverluste retuschiert, insbesondere am linken Rand mit den Nagellöchern, der nachweislich einmal umgeschlagen war. Über das gesamte Bild verteilt befinden sich Stellen mit grobem Krakelee, insbesondere in den hellen Partien.
Das Kupferstichkabinett Dresden befindet sich eine Jan Lievens zugeschriebene Zeichnung, die als ein Entwurf zum Festmahl der Ester gilt. Die Zeichnung zeigt die drei Hauptfiguren weniger gedrängt am Tisch sitzend, mit Ahasverus links, Haman rechts und einem Hund im Vordergrund. Elemente wie die auf den Verräter deutende Ester und der Vorhang im Hintergrund sind bereits in diesem Entwurf vorhanden. Das Farbschema des Gemäldes mit den Kontrasten zwischen lila und rosaroten Farbtönen einerseits und hellblauen und graublauen andererseits sowie die bunt gestreifte Schärpe des Ahasverus erinnern an die Schule der Utrechter Caravaggisten ab 1620. Dem entspricht auch die dicht gedrängte Darstellung von Halbfiguren, deren wichtigste Akteure angeleuchtet werden und neben denen die im Halbdunkel bleibende Person als Repoussoir den Eindruck der Tiefe verstärkt. All dies sind Elemente, die auch Jan Lievens’ ebenfalls um 1625 gemalten Kartenspieler auszeichnet.

## Deutung
Das Buch Ester, seine Schilderung des jüdischen Leidens unter persischer Knechtschaft und der Triumph der Juden über ihre Feinde war in den Vereinigten Niederlanden eines der populärsten Bücher des Alten Testaments. Die Handlung wurde als biblisches Vorbild des Kampfes der calvinistischen Niederlande gegen das katholische Spanien und der errungenen Unabhängigkeit verstanden. In dieser Vorstellung und in deren zahlreichen Umsetzungen in Literatur und Malerei kam zum Ausdruck, dass die Perser oder Spanier die Feinde Gotts seien, und die Juden oder Niederländer sich Gottes Gunst sicher sein können.
Während frühere katholische Darstellungen zum Buch Ester sich auf die Fürbitte Esters bei Ahasverus oder auf den Triumph Mordechais konzentrierten, lag der Schwerpunkt in der holländischen Malerei des frühen 17. Jahrhunderts mehr auf den gewalttätigen Aspekten, so der Konfrontation Hamans und Ahasvers bei Esters Festmahl oder die Bitte des Verräters Haman um Gnade. Jan Lievens Festmahl der Ester fügt sich in diese Phase ein, während die deutlich späteren Bearbeitungen des Themas durch Rembrandt teilweise die traditionelle Ikonographie zeigen.

Königin Ester im Werk Rembrandts
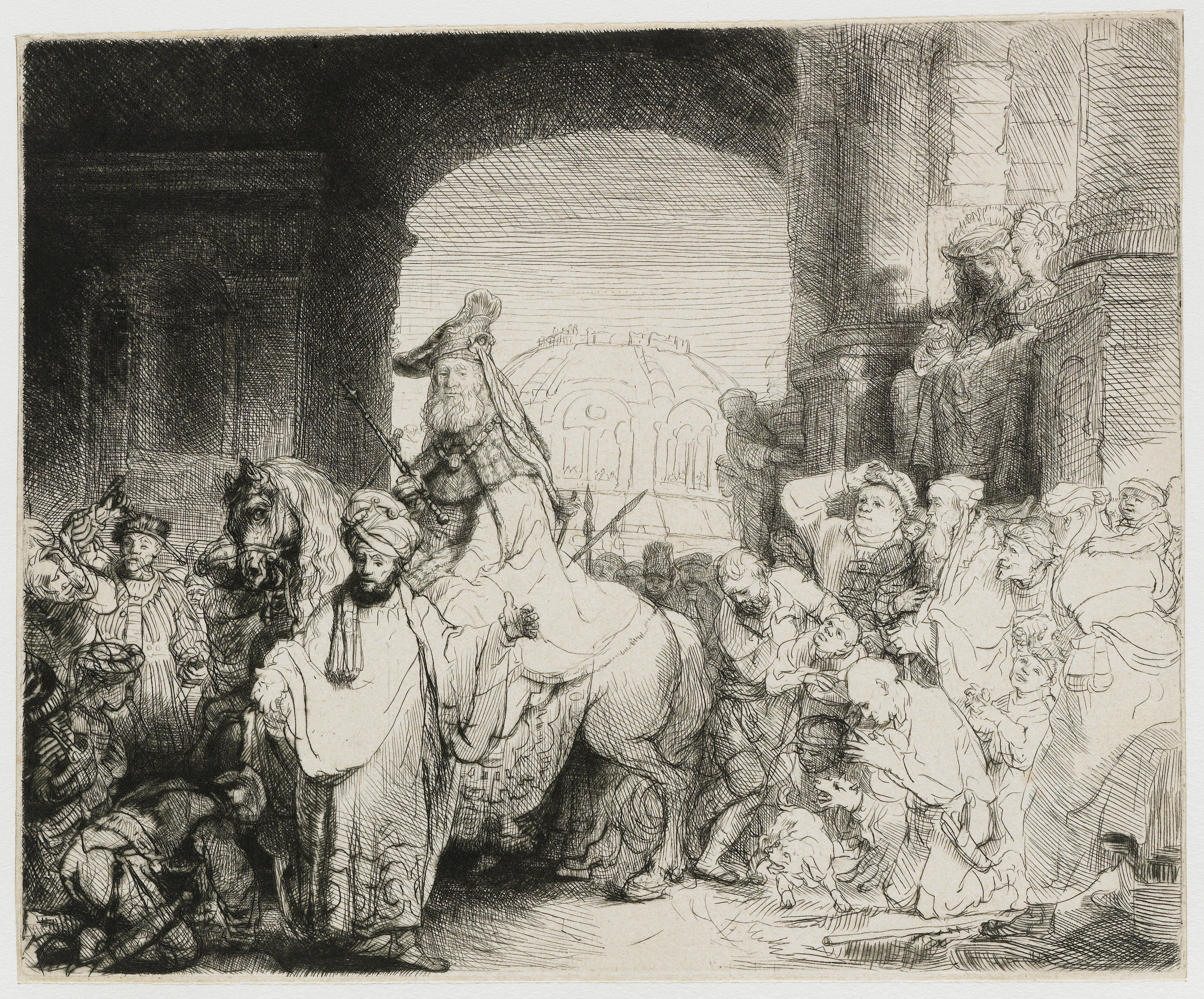
Der Triumph des Mordechai, um 1641, Radierung, 17,5 × 21,5 cm, Rijksprentenkabinet, Amsterdam
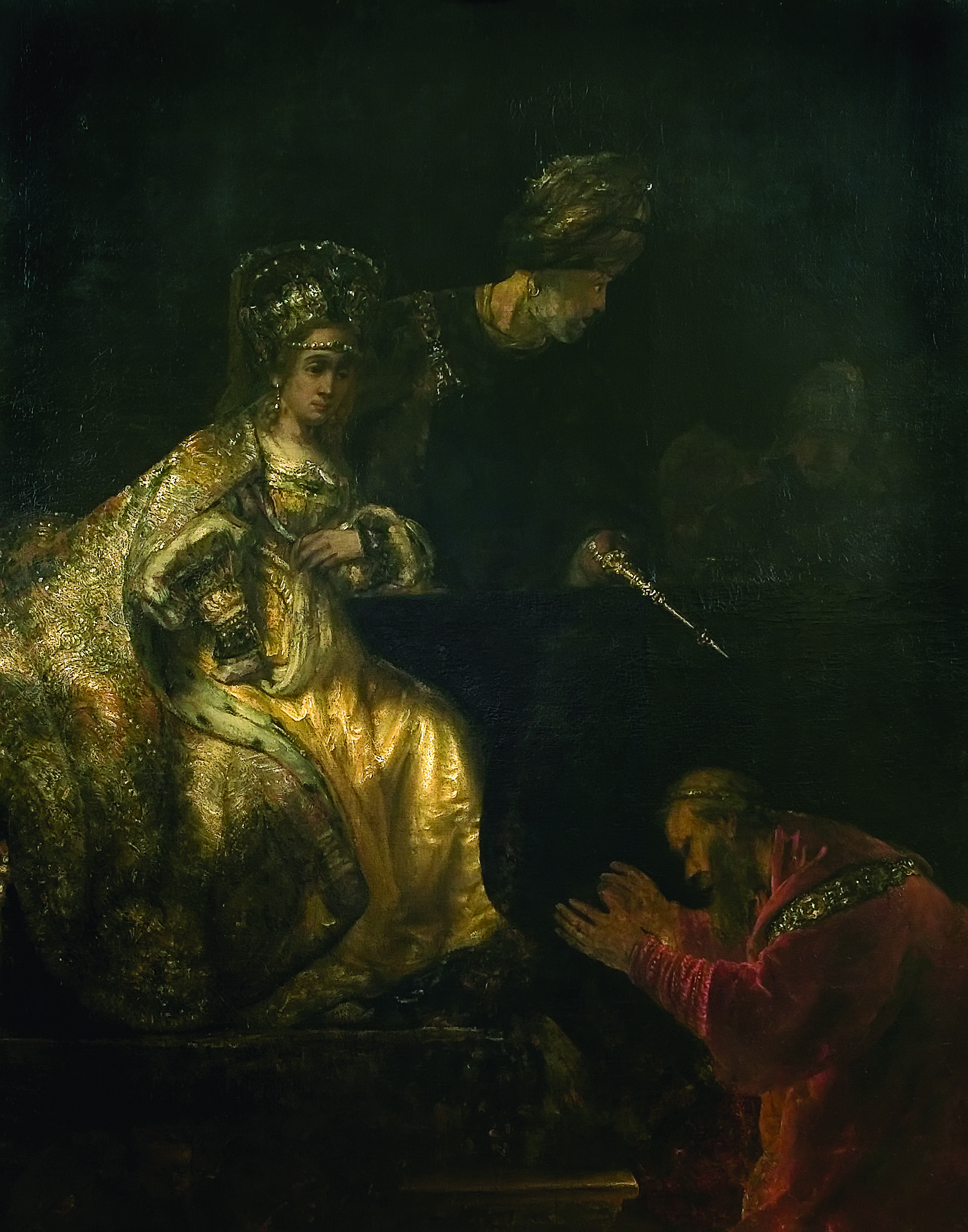
Haman bittet Ester um Gnade, 1635/1660, Öl auf Leinwand, 234,8 × 187,5 cm, Muzeul Național de Artă al României, Bukarest
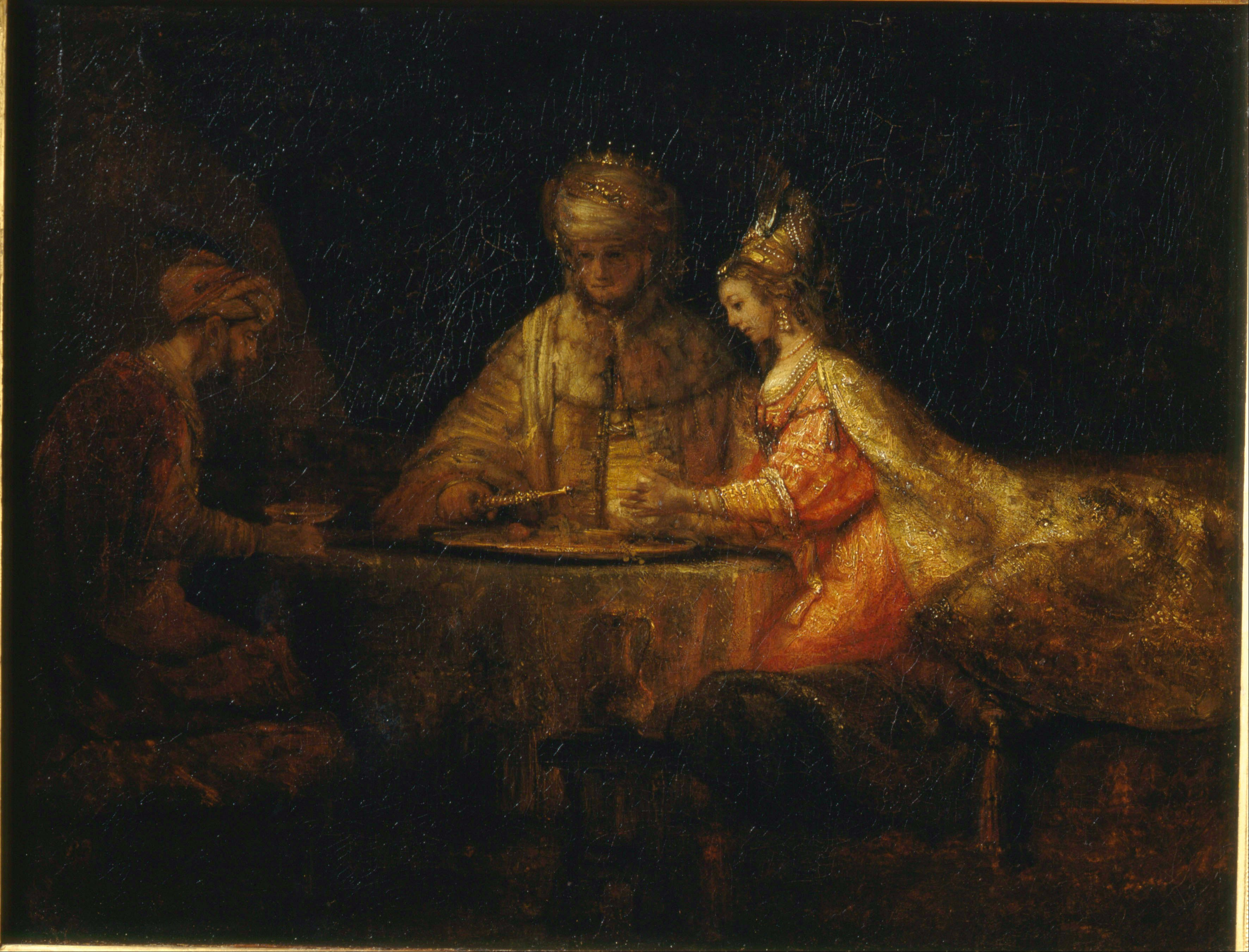
Ahasver und Haman beim Fest von Ester, 1660, Öl auf Leinwand, 71,7 × 93,2 cm, Puschkin-Museum, Moskau

## Rezeption
In der 1937 erschienenen englischen Ausgabe des Werkverzeichnisses von Abraham Bredius wird das Gemälde mit der Nr. 631 als authentisch aufgeführt und als eine der großen Kompositionen aus Rembrandts sehr früher Periode bezeichnet. Die Zuschreibung an Rembrandt wurde über Jahrzehnte von Kunsthistorikern wie Wilhelm Reinhold Valentiner und Seymour Slive bestätigt. Kurt Bauch führte das Gemälde 1966 mit der Nr. A 1 als nicht authentisch auf, wahrscheinlich habe Rembrandt nur die Gesichter in einem ansonsten von Lievens stammenden Werk gemalt. Die Mitarbeiter des Rembrandt Research Project (RRP) nahmen das Werk 1982 im ersten Band ihres Corpus of Rembrandt Paintings in die Gruppe C jener Gemälde auf, die mit Sicherheit nicht von Rembrandt stammen.
Eine Zuschreibung an Lastman geht auf Gerard Knuttel zurück und stützte sich wahrscheinlich auf ein einziges unter Lastmans Werken, das mit der Darstellung von Halbfiguren und der Lichtführung dem Festmahl der Ester ähnelte. Dabei handelte es sich um Das Opfer Manoachs und seiner Frau, das 1864 beim Brand des Museum Boijmans in Rotterdam zerstört wurde. Julius Held vertrat die Ansicht, das Bild sei weder von Rembrandt noch von Lievens, sondern von einem unbekannten anderen Maler. Die Mitarbeiter des Rembrandt Research Project datierten das Gemälde auf etwa 1625 und schrieben es dem dann gerade 18-jährigen Jan Lievens zu. Diese Zuschreibung wird heute allgemein anerkannt.

## Provenienz
Das Gemälde tauchte erstmals im Kunsthandel B. Sommelinck in Gent auf. Am 16. Dezember 1936 wurde es von dem Brüsseler Auktionshaus J. Fiévez als ein 1632 signiertes und datiertes Bild von Arent de Gelder versteigert. Von 1936 bis 1939 wurde das Gemälde vom Kunsthandel P. de Boer in Amsterdam als Rembrandt angeboten. Bis 1952 befand es sich im Besitz des Kunsthändlers Charles Albert de Burlet aus Basel und dann der Schaeffer Galleries in Berlin und New York City. Im selben Jahr erfolgte der Verkauf an das North Carolina Museum of Art.

## Ausstellungen (chronologisch)
- North Carolina Museum of Art, Raleigh, North Carolina, USA. Ausstellung Rembrandt and his pupils. A loan exhibition, 16. November bis 30. Dezember 1956
- Museum De Lakenhal, Leiden, Niederlande. Ausstellung Geschildert tot Leyden anno 1626, 18. November 1976 bis 9. Januar 1977
- Herzog Anton Ulrich-Museum, Braunschweig. Ausstellung Jan Lievens. Ein Maler im Schatten Rembrandts, 6. September bis 11. November 1979
- Rijksmuseum Amsterdam, Niederlande. Ausstellung God en de goden, 16. Mai bis 19. Juli 1981
- Altes Museum, Berlin. Ausstellung Rembrandt. Der Meister und seine Werkstatt, 12. September bis 10. November 1991
- National Gallery of Art, Washington, D.C., USA. Ausstellung Jan Lievens. A Dutch master rediscovered, 26. Oktober 2008 bis 11. Januar 2009
- North Carolina Museum of Art, Raleigh, North Carolina, USA. Ausstellung Rembrandt in America. Collecting and connoisseurship, 30. Oktober 2011 bis 22. Januar 2012